# Pečnik
Pečnik – wieś w Słowenii, w gminie Idrija. W 2018 roku liczyła 34 mieszkańców.